# 産後クライシス
産後クライシス（さんごクライシス）とは、出産後から2 - 3年ほどの間に、夫婦仲が悪化するという現象を指し、2012年にNHKが提唱した用語である。

## 「産後クライシス」提唱の契機
「出産後に、急激に夫婦仲が悪化する現象」というのは、古今東西、広く知られていた。また、家族社会学などの分野では昔から研究されており、長年の研究蓄積がある。従来、出産の後の母親側の問題に焦点を当てた「育児ノイローゼ」や「産後ブルー」という概念は従来からあったが、産後の夫婦関係の悪化しやすいという現象は、日本の一般社会では、これを直視することは避けられ、あまり語られなかった。
そういった状況において、2012年9月にNHKのテレビ番組『あさイチ』の中で『夫婦を壊す?!“産後クライシス”』というテーマの特集が放送され、反響を呼んだ。2013年11月には、この語を標題とした書籍2冊が相次いで出版され、改めて雑誌記事やネット上でも話題として取り上げられた。

## 要因
「産後クライシス」は、さまざまな要因によって複合的に引き起こされる。ホルモンバランス、体調不良、子育てに対する不安、ライフスタイルの変化など、心身両面でのさまざまな原因によって引き起こされている。例えば、母乳の分泌を促進するプロラクチンというホルモンには、「敵対的感情」を煽る効果があることが知られている。
一方、産後クライシスのひとつの原因として、NHKのスタッフからは、出産後の妻が、子育てや家事への夫の関与について、強く不満を抱くことになりやすいことが指摘された。岡野あつこは、2010年ころから育児を厭わない「イクメン」という広く認知されるようになったこと、（それによって、ついつい「それが当然」などと思い込んでしまって、感謝を失ってしまったことが）妻側の不満を増す原因になっているとも指摘している。
なお、産後クライシスの原因が、夫の育児・家事への無関与・無理解のみとするのは、NHKの恣意的なデータ解釈で誤りだ、という指摘もある。同記事では、夫の育児・家事への関与の多寡とは関係ない、と指摘されている。そのため、いくら夫が育児、家事をどんなにがんばっても、産後クライシスが起こりうる。また、産後クライシスは、夫婦の関係を発展させる上で必要なもので、「原因は夫にある」などと一方的に悪者扱いしても問題解決にはならず逆効果だ、としている。